# Fusillade à l'école de Brême
La fusillade à l'école de Brême est une tuerie en milieu scolaire qui s'est produite le 20 juin 1913 à l'école catholique St Mary (en allemand : St-Marien-Schule) à Walle, un quartier de Brême, en Allemagne. Le tireur, un enseignant au chômage de 29 ans, Heinz Schmidt originaire de Sülze, a tiré sans discernement sur des élèves et des enseignants, tuant cinq filles et blessant plus de 20 autres personnes avant d'être maîtrisé par le personnel de l'école. Il n'a jamais été jugé pour le crime et a été directement envoyé dans un asile où il est mort en 1932,  .

## Déroulement
Vers 11h00 Heinz Schmidt est entré dans l'école catholique St. Mary's, en portant une mallette remplie de six à dix pistolets (revolvers ou semi-automatiques, selon les sources) et environ 1000 cartouches, qu'il avait achetées plusieurs semaines avant la fusillade. En raison du grand nombre de cartouches, le propriétaire de l'armurerie où Schmidt avait acheté son arsenal a contacté la police, bien que l'incident n'ait pas été jugé important et n'ait pas fait l'objet d'une enquête plus approfondie,.
Dans le couloir du premier étage de l'établissement scolaire, Schmidt a rencontré Marie Pohl, une enseignante qui sortait de la classe 8b et, voyant son apparence agitée, lui a demandé ce qu'il faisait dans l'école. Sans réponse, Schmidt a commencé à lui tirer dessus, manquant de peu sa tête . Alors que Mlle Pohl s'enfuyait dans une salle de classe à proximité, Schmidt est entré dans la salle 8b, qui était occupée par 65 filles, la plupart âgées de 6 ou 7 ans, et a immédiatement commencé à leur tirer dessus. Tirant également sur les enfants après qu'ils se furent cachés sous leurs tables, le tireur a immédiatement tué deux d'entre elles et en a blessé 15 autres. Lorsque les filles se sont enfuies hors de la salle de classe, Schmidt les a suivies, tout en leur tirant dessus. En tentant de s'échapper, l'une des filles est tombée dans les escaliers, s'est cassé le cou et est décédée.
Le tireur est alors reparti et a tenté en vain d'entrer dans une autre salle de classe qui avait été verrouillée par un enseignant qui s'était rendu compte de ce qui s'était passé. Schmidt a tiré sur le concierge de l'école, M. Butz, qui a tenté de l'appréhender, le frappant au visage, avant de monter à l'étage où il a été plaqué au sol par le professeur Hubert Möllmann. Lorsque Schmidt a réussi à se libérer de l'emprise de Möllmann, il a tiré deux fois sur l'enseignant, le touchant à l'estomac et à l'épaule ; après quoi il a tiré par la fenêtre sur les enfants de la cour de l'école, blessant cinq garçons. Les tirs ont également blessé un couvreur travaillant à proximité, qui, avec ses collègues et d'autres personnes alarmées par la fusillade, s'est précipité dans le bâtiment de l'école. Cependant, à leur arrivée au premier étage, le tireur avait déjà été maîtrisé par le concierge Butz et un enseignant nommé M. Hartlage. Lorsque Schmidt a été emmené par la police, il a été accueilli par une foule en colère qui attendait à l'extérieur, qui l'a battu et a tenté de le lyncher, jusqu'à ce que les policiers parviennent à tenir la foule à distance avec leurs sabres,,,.
Au total, Schmidt avait tiré 35 coups, trois filles sont mortes sur le coup, tandis que deux autres ont succombé plus tard à leurs blessures – la dernière victime étant décédée à la mi-juillet – et 18 enfants, ainsi que trois autres personnes ont été blessés,,.

## Victimes
Cinq écolières sont mortes dans la fusillade, dont une indirectement : 
- Anna Kubica, 7 ans ;
- Sophie Gornisiewicz, décédée en tombant dans les escaliers ;
- Elsa Maria Hermann, 7 ans ;
- Elfriede Höger, 5 ans, est décédée quatre semaines après la fusillade[9] ;
- Maria Anna Rychlik, 8 ans.

Plus de 30 000 personnes ont assisté au cortège funèbre lorsque les corps des fillettes ont été amenés au cimetière. L'empereur Guillaume II qui participait à une parade, a été interrompu pendant celui-ci. Lorsqu'il a entendu parler de la fusillade, il a organisé un nouveau cortège, avec tous les monarques, les plus hauts dirigeants et les nobles de l'époque. Ils faisaient partie des 30 000 personnes du cortège funèbre. Après cela, il a adopté des lois plus strictes sur les armes à feu avec le Reichstag.

## Auteur
Heinz Jakob Friedrich Ernst Schmidt est né à Sülze le 24 septembre 1883. Il a travaillé comme enseignant dans une école de Stolp jusqu'en mai 1912, date à laquelle il a dû démissionner en raison d'une dépression nerveuse. Après un séjour dans un sanatorium et après avoir dû quitter un autre emploi, il se rendit à Brême en décembre de la même année. Les gens l'ont décrit plus tard comme une personne étrange et timide.
Selon des lettres qu'il avait écrites, Schmidt éprouvait de forts ressentiments contre les jésuites, les qualifiant de "danger pour le peuple" et les tenant responsables de la mort de son père, un pasteur décédé la veille de la fusillade. Schmidt a été examiné à l'asile St Jürgen à Ellen, où il a été déclaré fou. Il y resta jusqu'au 31 mars 1932, date à laquelle il mourut de la tuberculose,,,,.